# Andreas Rasmussen
Andreas Engelbert Rasmussen (Aalborg, Jutlàndia Septentrional, 15 de març de 1893 - Aalborg, 23 de febrer de 1967) va ser un jugador d'hoquei sobre herba danès que va competir a començaments del segle xx.
El 1920 va prendre part en els Jocs Olímpics d'Anvers, on va guanyar la medalla de plata com a membre de l'equip danès en la competició d'hoquei sobre herba.